# Muriel Gremillet
Muriel Gremillet, née en 1975 à Lépanges-sur-Vologne, est une journaliste, polémiste présentatrice de radio et femme de communication française.

## Biographie
Elle est diplômée de l'École supérieure de journalisme de Lille en 1999.
Journaliste au service Economie puis Politique de  Libération jusqu'en 2008, Muriel Gremillet a été directrice du cabinet d'Arnaud Montebourg à la présidence du Conseil Général de Saône-et-Loire.
En 2012, elle a signé une enquête sur la première dame de France, Carla Bruni, Les réseaux Carla et a ensuite participé à l’émission de Christophe Hondelatte On refait Le Monde sur RTL.
D'octobre 2011 à mai 2012, elle a animé depuis Paris l'antenne de Sud Radio, station qui cherche à acquérir une image plus nationale. Muriel Gremillet fut d'abord présentatrice avec Michel Cardoze de la tranche 16h-18h de Sud Radio, émission intitulée Liberté de Parole et faisant une large part aux appels d'auditeurs, sur un sujet d'actualité différent chaque jour. Elle a été ensuite chargée d'une chronique d'actualité dans la tranche matinale de la station.
De mai 2012 à novembre 2012, elle a été conseillère presse et communication de Yamina Benguigui, ministre déléguée aux Français de l'étranger et à la Francophonie, auprès de Laurent Fabius, ministre des Affaires étrangères, dans le gouvernement Jean-Marc Ayrault.
Elle est ensuite chargée de la communication de François Lamy, ministre délégué auprès de la ministre de l'égalité des territoires et du logement, chargé de la ville au sein du même gouvernement ; Elle travaille au service de la communication du Ministère de l'Economie et des Finances et de l'Action et des Comptes publics depuis 2016.

## Publications
- Merci patron, Conflits sociaux en 2006, avec Gilles Favier, Au diable Vauvert, 2007.  (ISBN 2846261288)
- Vincent Bolloré : Ange ou démon ?, avec Nicolas Cori, Hugo doc, 2008, 134 p.  (ISBN 2755602147)
- 15 mois et 5 jours entre faux gentils et vrais méchants, avec Yves Jego, Grasset & Fasquelle, 2009, 134 p.  (ISBN 224676601X)
- Institut de la Vision, Paris, Archives d'Architecture Moderne, 2009, 144 p.  (ISBN 287143221X)
- 11-21 rue d'Alsace Paris, Archives d'Architecture Moderne, 2009.  (ISBN 2871432163)
- Ville durable-écocités : palmarès 2009, Archives d'Architecture Moderne, 2009.  (ISBN 2871432368)